# جسیکا کارتر
جسیکا کارتر (انگلیسی: Jessica Carter؛ زادهٔ ۲۷ اکتبر ۱۹۹۷) بازیکن فوتبال اهل بریتانیا است.
از باشگاه‌هایی که در آن بازی کرده‌است می‌توان به باشگاه فوتبال زنان چلسی اشاره کرد.
وی همچنین در تیم‌های ملی فوتبال England women's national under-19 football team, England women's national under-20 football team, England women's national under-21 football team، و زنان انگلستان بازی کرده‌است.